# Jack Patera
John Arlen „Jack“ Patera (* 1. August 1933 in Bismarck, North Dakota; † 31. Oktober 2018 in Cle Elum, Washington) war ein US-amerikanischer American-Football-Spieler und -Trainer. Er spielte sieben Saisons auf der Position des Linebackers in der National Football League (NFL). Er war sieben Jahre lang Head Coach der Seattle Seahawks.

## Spielerkarriere
Patera wurde 1951 von John McKay rekrutiert um auf der Position des Guards College Football für die Oregon Ducks zu spielen. 1955 wurde er im NFL Draft in der vierten Runde von den Baltimore Colts ausgewählt. Dort wurde er zum Linebacker umtrainiert. 1958 wurde er zu den Chicago Cardinals getradet.
1960 wurde er im Expansion Draft der Dallas Cowboys ausgewählt. Dort blieb er zwei Saisons, in denen er aufgrund einer Knieverletzung jedoch nur vier Spiele bestreiten konnte. Er trat 1962 vom Profifootball zurück.

## Trainerkarriere
Ein Jahr nach seinem Rücktritt begann er seine Trainerkarriere bei den Los Angeles Rams als Trainer der Defensive Line. 1968 wechselte er zu den New York Giants. Von 1969 bis 1975 war er Trainer der Defensive Line bei den Minnesota Vikings. Er gelangte mit ihnen drei Mal in den Super Bowl, gewann jedoch nie. In seiner Zeit als defensiver Assistenztrainer trainierte er zwei Gruppen von gefürchteten Defensive Lines: Die Fearsoume Four bei den Rams und die Purple People Eaters bei den Vikings.
Am 3. Januar 1976 wurde er als erster Head Coach in der Geschichte der Seahawks vorgestellt. In der ersten Saison gewannen die Seahawks nur zwei der vierzehn Spiele, 1977 waren es bereits fünf. Im folgenden Jahr führte Patera sie sogar zu einer 9-7-Bilanz. Er wurde dafür von der Associated Press zum Trainer des Jahres gewählt. 1979 gelangen ihm erneut neun Siege in sechzehn Spielen. In der Saison 1980 endete der Erfolg und die Seahawks gewannen nur 4 Spiele. Dennoch wurde Pateras Vertrag um vier Jahre verlängert. 1981 gelangen den Seahawks wieder sechs Siege. 1982 verloren die Seahawks die ersten beiden Spiele, ehe die Saison wegen eines Spielerstreiks unterbrochen wurde. Während der zweimonatigen Zwangspause wurde Patera entlassen und durch Mike McCormack ersetzt. Patera hatte in seiner Karriere als Head Coach 35 Siege bei 59 Niederlagen erzielt und nie die Playoffs erreicht.

## Stil
Patera war bekannt dafür risikoreiche Trickspielzüge, insbesondere Fake-Field-Goals, einzusetzen. Patera setzte zudem auf antisoziale Methoden. So ließ er etwa die Spieler während des Trainings nicht trinken. Er engagierte jedoch auch einen ehemaligen Ranger, um den Spielern beizubringen, besser mit dem Schmerz umzugehen. Patera war auch berüchtigt für sein Verhalten gegenüber den Medien. So hielt er eine Pressekonferenz, die nur sieben Sekunden dauerte. Er fragte, ob es Fragen gebe,  und nachdem es keine sofortige Frage gab, stürmte er hinaus.

## Persönliches
Sein Bruder Ken Patera ist ein berühmter Gewichtheber. Er war zeitweise der weltweit zweite im Superschwergewicht. Sein anderer Bruder Dennis war 1968 Kicker für die San Francisco 49ers.